# Mission of Burma
Mission of Burma est un groupe de post-punk américain, originaire de Boston, dans le Massachusetts. Il est composé du guitariste Roger Miller, qui avait fait ses armes dans plusieurs groupes dont l'avant-gardiste Sproton Layer, du bassiste Clint Conley et du batteur Peter Prescott, avec Bob Weston (à l'origine Martin Swope) comme ingénieur du son et à la manipulation des bandes magnétiques. Ils furent tout d'abord actifs entre 1979 et 1983, puis se reforment en 2002. Miller, Conley et Prescott se partagent le chant et la composition des chansons, le travail de Miller restant de façon générale prédominant.

## Biographie

### Débuts et séparation

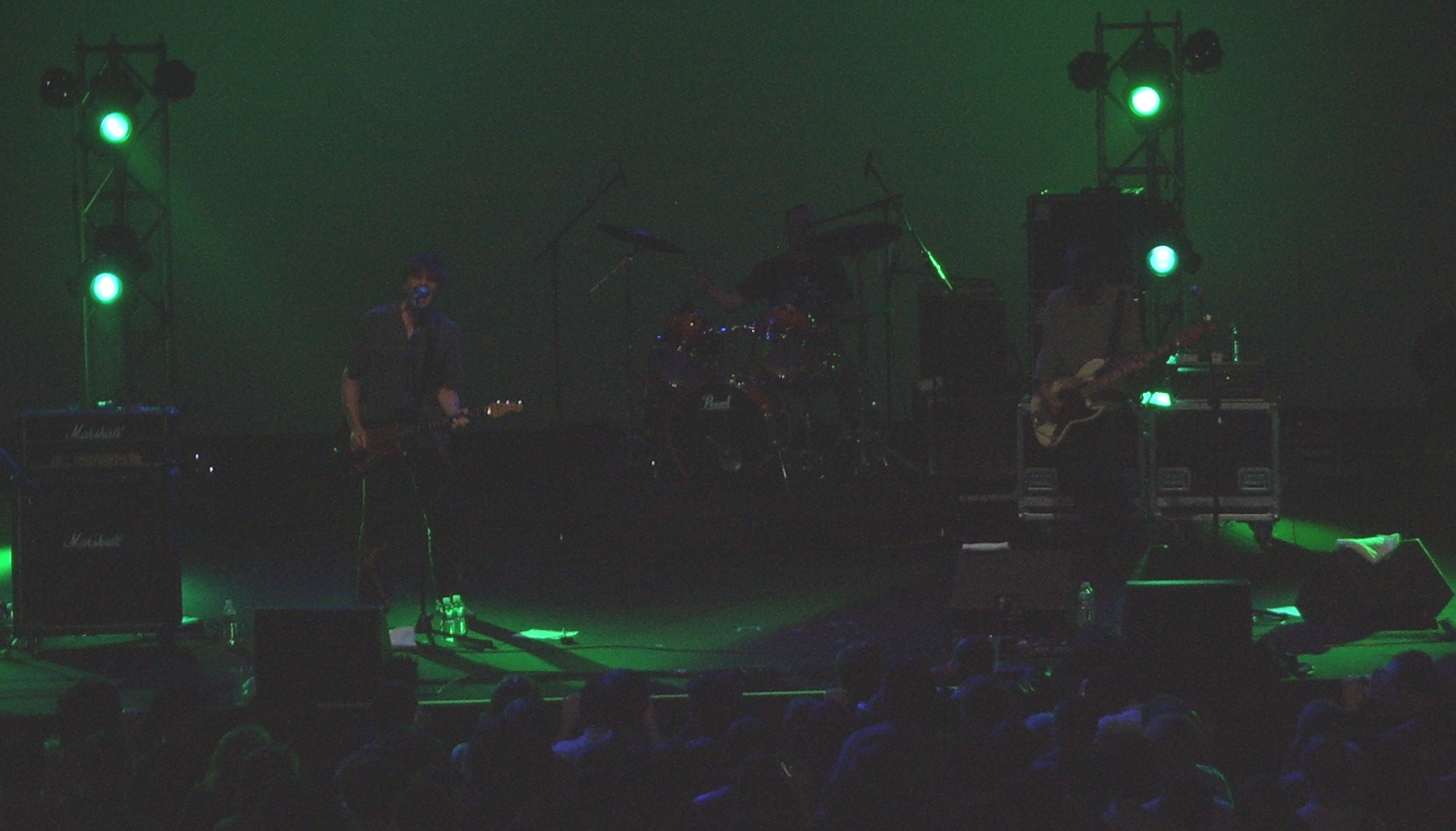
Mission of Burma en concert en 2008.

Le parcours de Mission of Burma commence avec un petit groupe de Boston appelé Moving Parts. Le groupe comprend Roger Miller, originaire d'Ann Arbor, et Clint Conley, de Darien. Après la séparation à l'amical de Moving Parts en décembre 1978, Miller et Conley commencent à s'exercer. Auditionner de nouveaux batteurs s'avère compliqué. Ils recrutent finalement l'ex-batteur des Molls, Peter Prescott, qui admirait ce que faisait Moving Parts. Ils tirent leur nom de la plaque « Mission de Burma » aperçu sur un édifice diplomatique de New York. Mission of Burma fait ses débuts les 1er avril 1979 comme trio, jouant au Modern Theater. Plus tard ans le mois, Miller écrit la chanson Nu Disco, qui pourrait être facilement améliorée par une tape loop. Miller contacte Martin Swope, avec qui il avait écrit quelques morceaux de piano à la John Cage et Karlheinz Stockhausen. Swope est immédiatement recruté comme ingénieur-son.
En 1981, le groupe signe avec le label de Boston, Ace of Hearts Records. Leur première sortie est une reprise du single Academy Fight Song de Conley, et Max Ernst de Miller. L'EP Signals, Calls, and Marches, est publié en 1981. À la fin de l'année, l'EP a déjà vendu ses 10 000 exemplaires. En 1982, Mission of Burma publie un premier album, Vs.. L'album est, depuis, bien accueilli par la presse ; « très peu de groupes américains des années 1980 peuvent faire un album aussi puissant que Vs., et ça paraît même comme un classique. » En 1983, après la sortie de Vs., le groupe se sépare à cause des complications de santé de Miller dues en partie à cause des performances scéniques à très haut niveau sonore. Miller et Swope attirent l'intérêt avec un projet parallèle, le plus soft Birdsongs of the Mesozoic.

### Retour

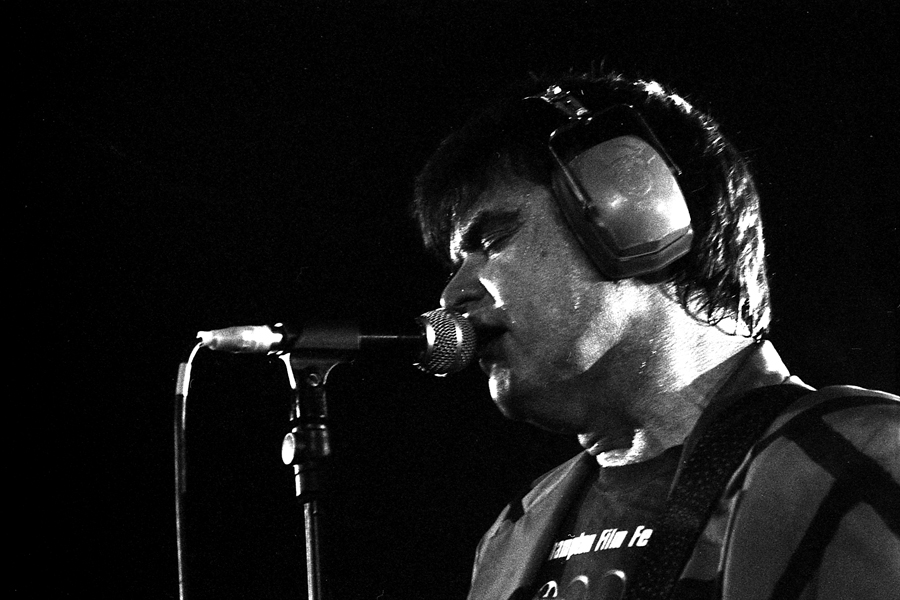
Roger Miller en concert au festival ATP, en 2004.

En 2002, Mission of Burma se réunit et commence des concerts de réunion avec Bob Weston de Shellac remplaçant Swope au mixage et aux loop tapes. Le groupe devait à l'origine jouer que deux concerts, un à Boston et l'autre à New York. Mais les tickets se vendent si rapidement que les dates de concert seront remodelées pour deux à New York et trois à Boston. Mission of Burma décide de se reformer officiellement pour les tournées.
Un nouvel album, ONoffON, est produit en 2004 par Weston avec Rick Harte et le groupe, et publié par Matador Records en mai.
En mars 2008, Matador réédite des versions remasterisées de Signals, Calls, and Marches, Vs., et The Horrible Truth About Burma.
En mars 2009, le groupe enregistre quatorze chansons pour un quatrième album, The Sound the Speed the Light,. Matador publie deux singles exclusifs en août, et l'album complet en octobre.
En janvier 2012, Mission of Burma se sépare de Matador et enregistre un cinquième album, Unsound, pour le label Fire Records. L'album est publié en juillet 2012, précédé par le single Dust Devil.

## Problèmes auditifs de Miller
Miller se savait souffrant de problèmes d'acouphènes bien avant la formation du groupe. Les tournées n'aidant pas, ils empirent et furent la cause de la séparation de 1983. Pour la reformation, Miller joue maintenant en se protégeant les tympans en combinant diverses méthodes, afin de minimiser les problèmes liés à son handicap.

## Discographie

### Albums studio
- 1982 : Vs. (Ace of Hearts)
- 2004 : ONoffON
- 2006 : The Obliterati

### EP
- 1981 : Signals, Calls and Marches (Ace of Hearts)
- 2004 : Four Hands EP

### Singles
- 1980 : Academy Fight Song b/w Max Ernst (Ace of Hearts)
- 1982 : Trem Two b/w OK/No Way (Ace of Hearts)
- 2004 : Dirt b/w Falling

### Compilations et albums live
- 1985 : The Horrible Truth About Burma (Ace of Hearts)
- 1988 : Mission of Burma
- 1988 : Forget
- 1990 : Let There Be Burma
- 2004 : Accomplished: The Best of Mission of Burma
- 2004 : A Gun to the Head: A Selection from the Ace of Hearts Era
- 2004 : Snapshot

### Vidéos
- Live at the Bradford (VHS) (1989)
- Not A Photograph (DVD) (2006)